# Festival di San Sebastián 1973
La 21ª edizione del Festival internazionale del cinema di San Sebastián si è svolta a San Sebastián dal 15 al 25 settembre 1973.

## Selezione ufficiale

### Concorso
- Un tocco di classe (A Touch of Class), regia di Melvin Frank
- Daleko je do neba, regia di Ján  Lacko
- Il falso peso (Das Falsche Gewicht), regia di Bernhard Wicki
- Lo spirito dell'alveare (El espíritu de la colmena), regia di Víctor Erice
- Fratello sole, sorella luna, regia di Franco Zeffirelli
- Il giocatore (Igrok), regia di Aleksej Vladimirovič Batalov
- Juan Moreira, regia di Leonardo Favio
- Una donna e una canaglia (La Bonne Année), regia di Claude Lelouch
- La campana del infierno, regia di Claudio Guerín
- Ad un'ora della notte (Night Watch), regia di Brian G. Hutton
- Paper Moon - Luna di carta (Paper Moon), regia di Peter Bogdanovich
- Giorno più, giorno meno (Plusz-mínusz egy nap), regia di Zoltán Fábri
- Sono stato io, regia di Alberto Lattuada
- Il lungo addio (The Long Goodbye), regia di Robert Altman
- Two People, regia di Robert Wise
- Vera, un cuento cruel, regia di Josefina Molina
- Le nozze (Wesele), regia di Andrzej Wajda

### Fuori concorso
- F come falso (F for Fake), regia di Orson Welles
- 2022: i sopravvissuti (Soylent Green), regia di Richard Fleischer
- Sussurri e grida (Viskningar och rop), regia di Ingmar Bergman

## Premi
- Concha de Oro: Lo spirito dell'alveare (El espíritu de la colmena), regia di Víctor Erice
- Concha de Plata alla migliore attrice:
  - Glenda Jackson, per Un tocco di classe (A Touch of Class)
  - Françoise Fabian, per Una donna e una canaglia (La bonne année)
- Concha de Plata al miglior attore:
  - Lino Ventura, per Una donna e una canaglia (La bonne année)
  - Giancarlo Giannini, per Sono stato io!